# Fire of Unknown Origin
Fire of Unknown Origin je osmé studiové album americké hardrockové kapely Blue Öyster Cult. Vydáno bylo v červenci roku 1981 společností Columbia Records. Album produkoval anglický producent Martin Birch, který totu funkci zastával i na předchozí desce kapely. Deska se umístila na 24. příčce hitparády Billboard 200. Závěrečná píseň alba, nazvaná „Don't Turn Your Back“, je vůbec poslední písní kapely, na níž se autorsky podílel zakládající člen Allen Lanier.

## Seznam skladeb
1. Fire of Unknown Origin – 4:09
2. Burnin' for You – 4:29
3. Veteran of the Psychic Wars – 4:48
4. Sole Survivor – 4:04
5. Heavy Metal: The Black and Silver – 3:16
6. Vengeance (The Pact) – 4:41
7. After Dark – 4:25
8. Joan Crawford – 4:55
9. Don't Turn Your Back – 4:07

## Obsazení
Blue Öyster Cult
- Eric Bloom – zpěv, kytara, baskytara
- Donald „Buck Dharma“ Roeser – kytara, zpěv, perkuse, baskytara, zvukové efekty
- Allen Lanier – klávesy
- Joe Bouchard – baskytara, zpěv
- Albert Bouchard – bicí, syntezátor, perkuse

Ostatní hudebníci
- Karla DeVito – doprovodné vokály
- Sandy Jean – doprovodné vokály
- Bill Civitella – perkuse
- Tony Cedrone – perkuse
- Jesse Levy – aranžmá smyčců